# Lijst van langebaanschaatsbanen in Japan
Dit is een lijst van alle langebaanschaatsbanen in Japan die 'in gebruik' zijn. De meeste ijsbanen hebben een standaard lengte van 400 m, echter heeft 1 ijsbaan een lengte van 333,33 m (officieel toegestaan).
Japan heeft 4 overdekte ijsbanen, 16 openlucht-kunstijsbanen en 16 natuurijsbanen. In onderstaande tabel staat een lijst van alle ijsbanen, de gegevens zijn gebaseerd op de online database Speed Skating News.

## Ligging
De meeste ijsbanen liggen in Noord-Japan. De prefectuur Hokkaido kent de meeste ijsbanen, met een aantal van 21. De prefectuur Nagano heeft vijf ijsbanen.
De M-Wave in Nagano is de belangrijkste ijsbaan van Japan. Het grootste deel van de internationale wedstrijden die aan Japan worden toegekend, worden georganiseerd in de M-Wave. Anno februari 2017 is de M-Wave de nummer 12 op de lijst van snelste ijsbanen ter wereld. In het laatste decennium zijn de overige internationale wedstrijden toegekend aan de Meiji Hokkaido-Tokachi Oval in Obihiro. In 2019 is de derde overdekte 400 meter ijsbaan geopend in Hachinohe.

## Huidige ijsbanen
| Prefectuur | Plaats           | Baan                                           | Hoogte (NAP) | Geopend in | Type ijs  | Type baan |        |
| ---------- | ---------------- | ---------------------------------------------- | ------------ | ---------- | --------- | --------- | ------ |
| Aomori     | Hachinohe        | Hachinohe Skating Arena                        | 13           | 2019       | Kunstijs  | Overdekt  |        |
| Akita      | Akita            | Akita Prefectural Skating Rink*                | 22           | 1971       | Kunstijs  | Overdekt  | [ 1 ]  |
| Hokkaido   | Obihiro          | Meiji Hokkaido-Tokachi Oval                    | 79           | 2009       | Kunstijs  | Overdekt  | [ 2 ]  |
| Nagano     | Nagano           | M-Wave                                         | 342          | 1996       | Kunstijs  | Overdekt  | [ 3 ]  |
| Fukushima  | Kōriyama         | Bandai-Atami Sports Park Koriyama Skating Rink | 340          | 1993       | Kunstijs  | Openlucht | [ 4 ]  |
| Gifu       | Ena              | Gifu Skate Rink                                | 347          | 2005       | Kunstijs  | Openlucht | [ 5 ]  |
| Gunma      | Ikaho, Shibukawa | Machiyama Highland Skating Center              | 936          | 1967       | Kunstijs  | Openlucht | [ 6 ]  |
| Hokkaido   | Akan             | IJsbaan van het Ko Akan Nationalpark           | 419          | 1955       | Kunstijs  | Openlucht | [ 7 ]  |
| Hokkaido   | Asahikawa        | City Sports Stadion                            | 111          | 1985       | Kunstijs  | Openlucht | [ 8 ]  |
| Hokkaido   | Kushiro          | Yanagimachi ijsbaan                            | 1            | 1971       | Kunstijs  | Openlucht | [ 9 ]  |
| Hokkaido   | Sapporo          | Makomanai Stadion                              | 71           | 1970       | Kunstijs  | Openlucht | [ 10 ] |
| Hokkaido   | Tomakomai        | Tomakomai Highland Sport Center                | 25           | 1967       | Kunstijs  | Openlucht | [ 11 ] |
| Iwate      | Morioka          | Iwate Prefecture Public Skate Rink             | 150          | 1972       | Kunstijs  | Openlucht | [ 12 ] |
| Nagano     | Chino            | Chino International Sports Park Skating Center | 820          | 1989       | Kunstijs  | Openlucht | [ 13 ] |
| Nagano     | Karuizawa        | Wind Park Skating Rink Karuizawa               | 936          | 2001       | Kunstijs  | Openlucht | [ 14 ] |
| Nagano     | Okaya            | Yamabiko Skating Complex                       | 942          | 1994       | Kunstijs  | Openlucht | [ 15 ] |
| Tochigi    | Nikkō            | Ardel Kirifuri Sports Valley                   | 632          | 1991       | Kunstijs  | Openlucht | [ 16 ] |
| Yamagata   | Yamagata         | Sogo Sport Center                              | 124          | 1989       | Kunstijs  | Openlucht | [ 17 ] |
| Yamanashi  | Akanashi         | Yatsugatake Skating Center                     | 1.002        | 1986       | Kunstijs  | Openlucht | [ 18 ] |
| Yamanashi  | Fujiyoshida      | Fujikyu Highland Skate Center                  | 874          | 1985       | Kunstijs  | Openlucht | [ 19 ] |
| Hokkaido   | Abashiri         | Gemeentelijke ijsbaan van Abashiri             | 3            |            | Natuurijs | Openlucht |        |
| Hokkaido   | Betsukai         | Gemeentelijke ijsbaan van Betsukai             | 18           |            | Natuurijs | Openlucht |        |
| Hokkaido   | Betsukai         | IJsbaan van Nishishunbetsu                     | 90           |            | Natuurijs | Openlucht |        |
| Hokkaido   | Bihoro           | Gemeentelijke ijsbaan van Taishobashi          | 14           |            | Natuurijs | Openlucht |        |
| Hokkaido   | Chitose          | IJsbaan van het Aozorapark                     | 15           | 1987       | Natuurijs | Openlucht |        |
| Hokkaido   | Eniwa            | Openbare ijsbaan van Eniwa                     | 36           |            | Natuurijs | Openlucht |        |
| Hokkaido   | Ikeda            | IJsbaan van Kiyomigaoka                        | 50           |            | Natuurijs | Openlucht |        |
| Hokkaido   | Kitami           | Burgerijsbaan van Kitami                       | 69           | 2012       | Natuurijs | Openlucht |        |
| Hokkaido   | Kiyosato         | IJsbaan van Kiyosato                           | 23           |            | Natuurijs | Openlucht |        |
| Hokkaido   | Koshimizu        | IJsbaan van Koshimizu                          | 34           |            | Natuurijs | Openlucht |        |
| Hokkaido   | Monbetsu         | Gemeentelijke ijsbaan van Monbetsu             | 5            |            | Natuurijs | Openlucht |        |
| Hokkaido   | Nemuro           | IJsbaan van het Nemuro Sports Park             | 27           | 1996       | Natuurijs | Openlucht | [ 20 ] |
| Hokkaido   | Nakashibetsu     | Nakashibetsu Sports Park Speed Skating Arena   | 58           | 2014       | Natuurijs | Openlucht | [ 21 ] |
| Hokkaido   | Shari            | IJsbaan van Shari                              | 6            |            | Natuurijs | Openlucht |        |
| Hokkaido   | Shibetsu         | IJsbaan van Shibetsu                           | 4            |            | Natuurijs | Openlucht |        |
| Nagano     | Koumi            | Matsubara Lake Plateau Skating Center          | 1.173        | 1994       | Natuurijs | Openlucht | [ 22 ] |

| * | Baanlengte is 333 meter in plaats van 400 meter |

## Niet 'officieel' erkende ijsbanen
| Prefectuur | Plaats | Baan                       | Hoogte (NAP) | Geopend in | Type ijs | Type baan | Lengte |        |
| ---------- | ------ | -------------------------- | ------------ | ---------- | -------- | --------- | ------ | ------ |
| Nagano     | Ueda   | Burgelijke bosijsbaan Ueda | 973          | 1986       | Kunstijs | Openlucht | 240 m  | [ 23 ] |

## Voormalige ijsbanen
| Prefectuur | Plaats      | Baan                                              | Hoogte (NAP) | Geopend in | Gesloten in | Type ijs  | Type baan | Opvolger                                          |               |
| ---------- | ----------- | ------------------------------------------------- | ------------ | ---------- | ----------- | --------- | --------- | ------------------------------------------------- | ------------- |
| Aomori     | Hachinohe   | Yato City Piping Speed Rink                       | 13           | 1969       | 2019        | Kunstijs  | Openlucht | Hachinohe Skating Arena                           | [ 24 ]        |
| Hokkaido   | Obihiro     | No Mori Skating Centre                            | 79           | 1986       | 2008        | Kunstijs  | Openlucht | Meiji Hokkaido-Tokachi Oval                       | [ 25 ]        |
| Nagano     | Karuizawa   | Skating Center Karuizawa                          | 980          | 1961       | 2001        | Kunstijs  | Openlucht | Wind Park Skating Rink Karuizawa                  | [ 26 ]        |
| Nagano     | Matsumoto   | Asama Onsen, Matsumoto International Skating Rink | 1.042        | 1969       | 2011        | Kunstijs  | Openlucht |                                                   | [ 27 ]        |
| Saitama    | Chichibu    | Sports-No-Mori Chichibu                           | 194          | 1992       | 2002        | Kunstijs  | Openlucht |                                                   | [ 28 ]        |
| Tochigi    | Nikkō       | Skate Center Nikkō                                | 596          | 1966       | 1990        | Kunstijs  | Openlucht | Ardel Kirifuri Sports Valley                      | [ 29 ]        |
| Aomori     | Hachinohe   | Oude natuurijsbaan Hachinohe                      | 13           | 1930       | 1969        | Natuurijs | Openlucht | Yato City Piping Speed Rink                       | [ 30 ]        |
| Gifu       | Mizunami    | Takahara ijsbaan                                  | 170          | 1966       | 1989        | Natuurijs | Openlucht |                                                   | [ 31 ]        |
| Hokkaido   | Kitami      | City Skate Rink Kitami                            | 80           | 1964       | ????        | Natuurijs | Openlucht |                                                   | [ 32 ]        |
| Hokkaido   | Abashiri    | Abashiri-ko (meer)                                | 30           | 1960       | 1964        | Natuurijs | Openlucht |                                                   | [ 33 ]        |
| Hokkaido   | Obihiro     | Oude natuurijsbaan Obihiro                        | 500          | 1959       | 1985        | Natuurijs | Openlucht | No Mori Skating Centre                            | [ 34 ]        |
| Hokkaido   | Sapporo     | Natuurijsbaan Nakajima-Park Sapporo               | 11           | 1938       | 1970        | Natuurijs | Openlucht |                                                   | [ 35 ]        |
| Hokkaido   | Wakkanai    | Wakkanai City East Skate Place                    | 0            |            | 2014        | Natuurijs | Openlucht |                                                   | [ 36 ]        |
| Nagano     | Koumi       | Kisokoma Plateau Skating Rink                     | 1.173        | 1969       | 1985        | Natuurijs | Openlucht | Matsubara Lake Plateau Skating Center             | [ 37 ]        |
| Nagano     | Matsumoto   | Asama Lake Misuzu                                 | 999          | 1954       | 1968        | Natuurijs | Openlucht | Asama Onsen, Matsumoto International Skating Rink | [ 38 ]        |
| Nagano     | Suwa        | Natuurijsbaan meer Suwa                           | 749          | 1938       | 1968        | Natuurijs | Openlucht |                                                   | [ 39 ]        |
| Nagano     | Tateshina   | Natuurijsbaan meer Megami Tateshina               | 1.548        | 1952       | 1970        | Natuurijs | Openlucht |                                                   | [ 40 ]        |
| Tochigi    | Nikkō       | Hosoo ijsbaan                                     | 572          | 1933       | 1965        | Natuurijs | Openlucht |                                                   | [ 41 ]        |
| Yamanashi  | Fujiyoshida | Highland Skate Center Fujiyoshida                 | 874          | 1961       | 1985        | Natuurijs | Openlucht | Fujikyu Highland Skate Center                     | [ 42 ]        |
| Yamanashi  | Saikonishi  | Natuurijsbaan meer Saiko                          | 907          | 1962       | 1970        | Natuurijs | Openlucht |                                                   | [ 43 ]        |
|            | Kamofuchie  | Natuurijsbaan meer Orio                           | n/a          | 1925       | 1938        | Natuurijs | Openlucht |                                                   | [ 44 ] [ 45 ] |

## Statistieken
| Provincie | Overdekt | Openlucht-kunstijs | Openlucht-natuurijs | Totaal |
| --------- | -------- | ------------------ | ------------------- | ------ |
| Hokkaido  | 1        | 5                  | 15                  | 21     |
| Nagano    | 1        | 3                  | 1                   | 5      |
| Yamanashi | -        | 2                  | -                   | 2      |
| Akita     | 1        | -                  | -                   | 1      |
| Aomori    | 1        | -                  | -                   | 1      |
| Fukushima | -        | 1                  | -                   | 1      |
| Gifu      | -        | 1                  | -                   | 1      |
| Gunma     | -        | 1                  | -                   | 1      |
| Iwate     | -        | 1                  | -                   | 1      |
| Tochigi   | -        | 1                  | -                   | 1      |
| Yamagata  | -        | 1                  | -                   | 1      |
| Totaal    | 4        | 16                 | 16                  | 36     |